# Ichtershausen
Ichtershausen é uma vila e antigo município da Alemanha localizado no distrito de Ilm-Kreis, estado da Turíngia. Desde 31 de dezembro de 2012, forma parte do município de Amt Wachsenburg.